# بخش ماریون (شهرستان هنری، اوهایو)
بخش ماریون (به انگلیسی: Marion Township) یک منطقهٔ مسکونی در ایالات متحده آمریکا است که در شهرستان هنری، اوهایو واقع شده‌است.
 بخش ماریون ۹۳٫۹ کیلومتر مربع مساحت و ۱٬۲۹۷ نفر جمعیت دارد و ۲۱۷ متر بالاتر از سطح دریا واقع شده‌است.